# Trichosteleum altisetum
Trichosteleum altisetum är en bladmossart som beskrevs av Hugh Neville Dixon 1932. Trichosteleum altisetum ingår i släktet Trichosteleum och familjen Sematophyllaceae. Inga underarter finns listade i Catalogue of Life.